# Psyllaphycus
Psyllaphycus is een geslacht van vliesvleugeligen uit de familie Encyrtidae. De wetenschappelijke naam van dit geslacht is voor het eerst geldig gepubliceerd in 1972 door Hayat.

## Soorten
Het geslacht Psyllaphycus is monotypisch en omvat slechts de volgende soort:
- Psyllaphycus diaphorinae Hayat, 1972